# Snapchat
Snapchat é um aplicativo de mensagens multimídia desenvolvido pela Snap Inc., originalmente Snapchat Inc.. Um dos principais recursos do Snapchat é que as imagens e mensagens, geralmente ficam disponíveis por um curto período de tempo, antes de se tornarem inacessíveis para seus destinatários. O aplicativo evoluiu do foco original, no compartilhamento de fotos de pessoa para pessoa, para apresentar atualmente as "Histórias" dos usuários de 24 horas de conteúdo cronológico, junto com o "Descobrir", permitindo que as marcas exibam conteúdo de formato curto, suportado por anúncios. Ele também permite que os usuários mantenham as fotos "somente meus olhos", o que permite que eles mantenham suas fotos em um espaço protegido por senha. Ele também incorporou o uso limitado de criptografia ponta a ponta, com planos de ampliar seu uso no futuro.
O Snapchat foi criado por Evan Spiegel, Bobby Murphy e Reggie Brown, ex-alunos da Universidade Stanford. Ele se tornou conhecido por representar uma nova direção para a mídia social, que prioriza os dispositivos móveis, e dá ênfase significativa à interação dos usuários com adesivos virtuais e objetos de realidade aumentada. Em dezembro de 2020, o Snapchat tinha 265 milhões de usuários ativos diariamente. Em média, mais de 4 bilhões de Snaps são enviados a cada dia. O Snapchat é popular entre as gerações mais jovens, especialmente aquelas com menos de 16 anos, levando a muitas preocupações de privacidade para os pais.

## História

### Protótipo
De acordo com documentos e declarações de depoimento, Reggie Brown trouxe a ideia de um aplicativo de fotos desparecidas para Evan Spiegel porque Spiegel tinha experiência anterior em negócios. Brown e Spiegel então puxaram Bobby Murphy, que tinha experiência em codificação. Os três trabalharam juntos por vários meses e lançaram o Snapchat como "Picaboo" no sistema operacional iOS em 8 de julho de 2011. Reggie Brown foi afastado da empresa meses depois de seu lançamento.
O aplicativo foi relançado como Snapchat em setembro de 2011, e a equipe se concentrou em usabilidade e aspectos técnicos, em vez de esforços de branding. Uma exceção foi a decisão de manter um mascote desenhado por Brown, "Ghostface Chillah", em homenagem a Ghostface Killah do grupo de hip-hop Wu-Tang Clan.
Em 8 de maio de 2012, Reggie Brown enviou um e-mail para Evan Spiegel durante seu último ano em Stanford, no qual ele se ofereceu para renegociar sua participação equitativa em relação à propriedade da empresa. Os advogados do Snapchat responderam insistindo que ele nunca teve nenhuma conexão criativa com o produto. Os advogados também acusaram Brown de cometer fraude contra Speigel e Murphy, alegando falsamente ser um inventor de produtos. Em nome de seus clientes, o escritório de advocacia concluiu que Reggie Brown não havia feito contribuições de valor ou mérito e, portanto, tinha direito a uma parte de nada. Em setembro de 2014, Brown fez um acordo com Spiegel e Murphy por $157,5 milhões e foi creditado como um dos autores originais do Snapchat.
Em sua primeira postagem no blog, datada de 9 de maio de 2012, o CEO Evan Spiegel descreveu a missão da empresa: "O Snapchat não é sobre capturar o momento tradicional da Kodak. É sobre se comunicar com toda a gama de emoções humanas - não apenas com o que parece ser bonito ou perfeito." Ele apresentou Snapchat como a solução para as tensões causadas pela longevidade de informações pessoais nas redes sociais, evidenciado pela "remoção de tags de emergência de fotos do Facebook antes de entrevistas de emprego e manchas de photoshopping em fotos espontâneas antes de chegarem à internet."

### Crescimento

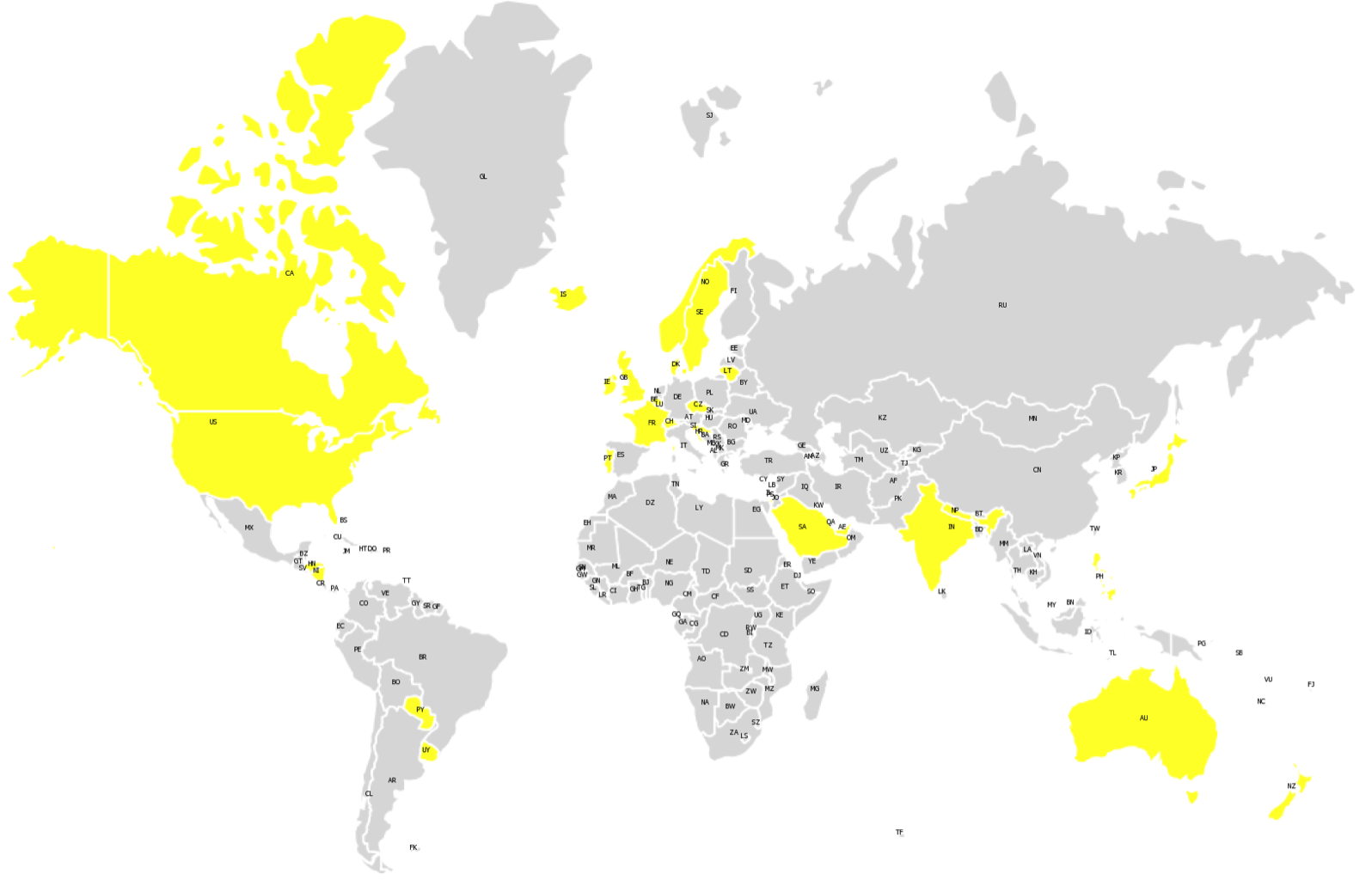
Mapa mundial indicando os principais usuários do Snapchat por país em 2014. Mapa baseado em dados de um relatório do Business Insider Intelligence.

Em maio de 2012, 25 imagens Snapchat estavam sendo enviadas por segundo e, em novembro de 2012, os usuários haviam compartilhado mais de um bilhão de fotos no aplicativo Snapchat iOS, com 20 milhões de fotos sendo compartilhadas por dia. Naquele mesmo mês, Spiegel citou problemas com a escalabilidade da base de usuários como a razão pela qual o Snapchat estava tendo algumas dificuldades para entregar suas imagens como "snaps", em tempo real. O Snapchat foi lançado como um aplicativo Android em 29 de outubro de 2012.
Em junho de 2013, o Snapchat versão 5.0, apelidado de "Banquo", foi lançado para iOS. A versão atualizada introduziu vários aprimoramentos de velocidade e design, incluindo navegação deslizante, toque duplo para responder, um localizador de amigos aprimorado e perfis no aplicativo. O nome é uma referência ao herói fantasmagórico de Macbeth de Shakespeare, um personagem da peça que é visto como vitorioso sobre o mal. Também em junho de 2013, o Snapchat lançou o Snapkidz para usuários com menos de 13 anos de idade. O Snapkidz fazia parte do aplicativo Snapchat original e foi ativado quando o usuário forneceu uma data de nascimento para verificar sua idade. O Snapkidz permitia que as crianças tirassem fotos e desenhassem nelas, mas eles não podiam enviar fotos para outros usuários e só podiam salvá-las localmente no dispositivo em uso.
De acordo com as estatísticas publicadas no Snapchat, em maio de 2015, os usuários do aplicativo estavam enviando 2 bilhões de vídeos por dia, chegando a 6 bilhões em novembro. Em 2016, o Snapchat atingiu 10 bilhões de visualizações diárias de vídeo. Em maio de 2016, o Snapchat levantou $1,81 bilhão em oferta de ações, sugerindo um forte interesse do investidor na empresa. Em 31 de maio de 2016, o aplicativo tinha quase 10 milhões de usuários ativos diários no Reino Unido. Em fevereiro de 2017, o Snapchat tinha 160 milhões de usuários ativos diários, crescendo para 166 milhões em maio.
A Investel Capital Corp., uma empresa canadense, processou o Snapchat por violação de sua patente de geofiltro em 2016. Eles estavam buscando "compensação monetária e uma ordem que proibiria o Snapchat com sede na Califórnia de infringir sua patente no futuro."

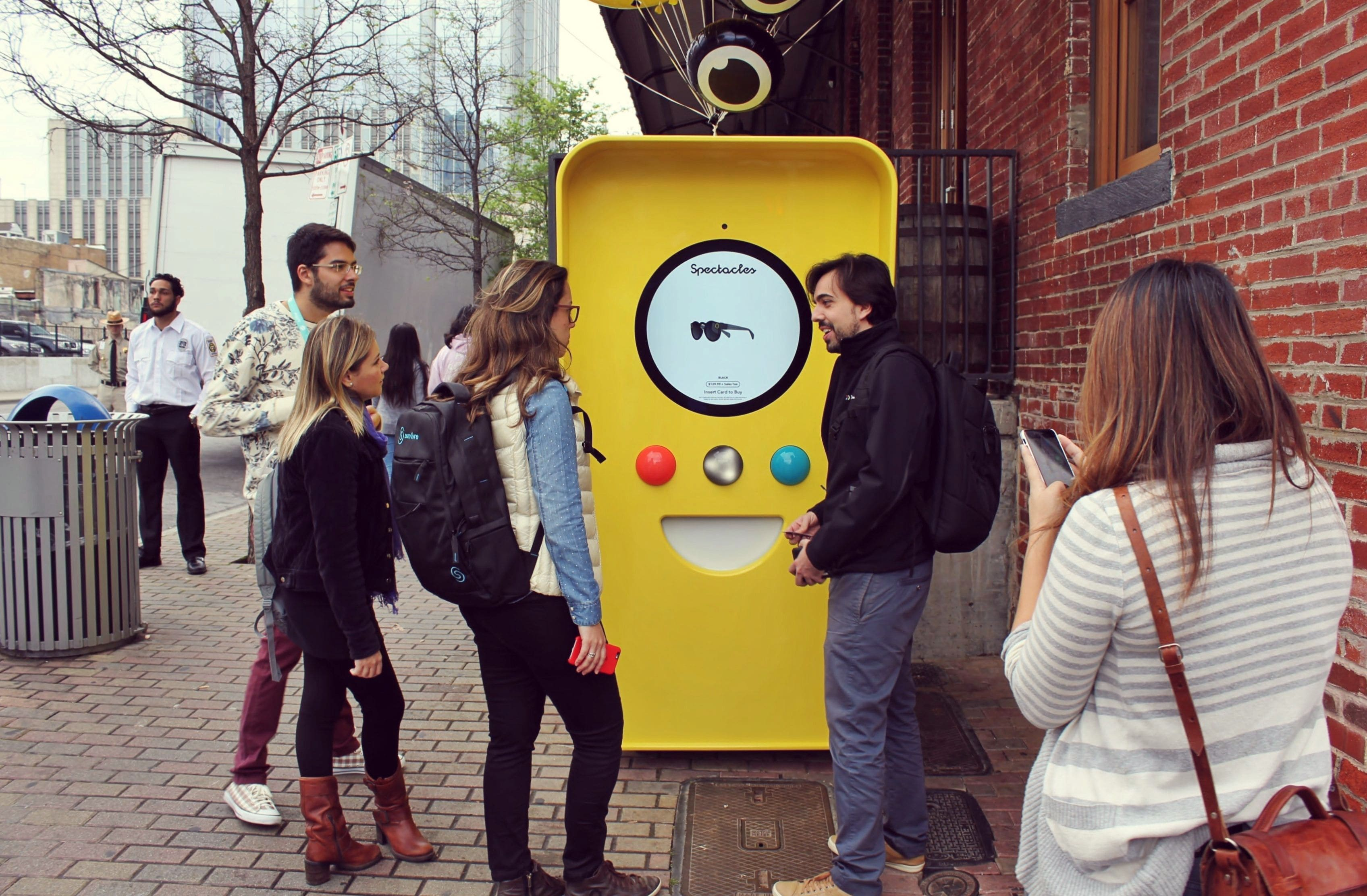
Máquina de venda automática de Snapchat Spectacles no SXSW 2017, Austin, Texas

Em setembro de 2016, Snapchat Inc. foi nomeada como Snap Inc. para coincidir com o lançamento do primeiro produto de hardware da empresa, Spectacles - smartglasses com uma câmera embutida que pode gravar 10 segundos de vídeo por vez. Em fevereiro de 2017, os óculos tornaram-se disponíveis para compra online.
O Snapchat anunciou um redesenho em novembro de 2017, que se mostrou controverso com muitos de seus seguidores. Ingrid Angulo, da CNBC, listou algumas das razões pelas quais muitos não gostaram da atualização, citando que enviar um snap e assistir novamente às histórias era mais complicado, as histórias e os snaps recebidos agora estavam listados na mesma página, e que a página Descobrir agora incluía destaque e conteúdo patrocinado. Um tweet enviado por Kylie Jenner em fevereiro de 2018, que criticava o redesenho do aplicativo Snapchat, supostamente fez com que a Snap Inc. perdesse mais de US$1,3 bilhão em valor de mercado. Mais de 1,2 milhão de pessoas assinaram uma petição da Change.org pedindo à empresa para remover a nova atualização do aplicativo.
Em dezembro de 2019, a App Annie anunciou o Snapchat como o quinto aplicativo móvel mais baixado da década. Os dados incluem números de downloads para iOS a partir de 2010 e downloads do Android a partir de 2012. O Snapchat adquiriu a Al Factory, uma startup de visão computacional, em janeiro de 2020 para dar um impulso às suas capacidades de vídeo.
Em novembro de 2020, o Snapchat anunciou que pagaria um total de US$1 milhão por dia para usuários que postassem vídeos virais. A empresa não definiu os critérios para um vídeo ser considerado viral ou para quantas pessoas o pagamento seria dividido. A promoção, batizada de Snapchat Spotlight, tem o objetivo de durar até o final do ano, embora a empresa tenha indicado que continuará caso tenha sucesso.
Com a evolução da inteligência artificial, Snap (dona da rede social), lançou em junho de 2024 uma atualização que permite criar conteúdos com efeitos visuais mais realistas. Segundo a agência Reuters, os influencers agora podem criar "lentes" - nome dado aos filtros do Snapchat - recorrendo a IA. As versões anteriores da realidade aumentada (RA) permitiam desenvolver efeitos simples, como por exemplo colocar um chapéu na cabeça de uma pessoa, mas com os avanços que estão a ser realizados estes efeitos irão tornar-se muito mais realistas. Utilizando o exemplo anterior, o chapéu poderá movimentar-se em perfeita sincronia com a cabeça da pessoa e irá combinar com a iluminação do vídeo. Existem ainda testes a ser realizados para o desenvolvimento de filtros de corpo inteiro e não apenas faciais, ou seja, no futuro poderá ser possível sobrepor um conjunto de roupa inteiro sobre uma pessoa. 

## Características

### Funcionalidade central
O Snapchat é usado principalmente para criar mensagens multimídia conhecidas como "snaps"; os snaps podem consistir em uma foto ou um vídeo curto e podem ser editados para incluir fotos e efeitos, legendas de texto e desenhos. Os snaps podem ser direcionados em particular para contatos selecionados, ou para um "Story" semi-pública ou um "Story" público chamado "Nosso Story". A capacidade de enviar snaps de vídeo foi adicionada como uma opção de recurso em dezembro de 2012. Ao manter pressionado o botão de foto enquanto dentro do aplicativo, um vídeo de até dez segundos de duração pode ser capturado. Spiegel explicou que esse processo permite que os dados do vídeo sejam compactados no tamanho de uma foto. Uma atualização posterior permitiu a capacidade de gravar até 60 segundos, mas ainda são segmentados em intervalos de 10 segundos. Após uma única visualização, o vídeo desaparece por padrão. Em 1º de maio de 2014, foi adicionada a capacidade de comunicação por chat de vídeo. Recursos de mensagens diretas também foram incluídos na atualização, permitindo que os usuários enviem mensagens de texto efêmeras para amigos e familiares enquanto salvam qualquer informação necessária clicando nela. De acordo com o CIO, o Snapchat usa conceitos de marketing em tempo real e temporalidade para tornar o apelo atraente aos usuários. De acordo com o Marketing Pro, o Snapchat atrai o interesse e clientes em potencial combinando o modelo AIDA (marketing) com a tecnologia digital moderna.
As fotos snaps com mensagens privadas podem ser visualizadas por um período de tempo especificado pelo usuário (1 a 10 segundos, conforme determinado pelo remetente) antes de se tornarem inacessíveis. Anteriormente, os usuários precisavam manter a tela pressionada para ver um snap; este comportamento foi removido em julho de 2015. O requisito de segurar na tela tinha a intenção de frustrar a capacidade de fazer [[aptura de ecrã
capturas de tela]] de snaps; o aplicativo Snapchat não impede que as capturas de tela sejam feitas, mas pode notificar o remetente se detectar que foi salvo. No entanto, essas notificações podem ser contornadas por meio de modificações não autorizadas no aplicativo ou pela obtenção da imagem por meios externos. Um snap por dia pode ser reproduzido gratuitamente. Em setembro de 2015, o Snapchat introduziu a opção de comprar replays adicionais por meio de compras no aplicativo. A capacidade de comprar replays extras foi removida em abril de 2016.
Os amigos podem ser adicionados por meio de nomes de usuário e contatos telefônicos, usando "Snapcodes" personalizáveis ou por meio da função "Adicionar próximo", que procura usuários próximos de sua localização que também estejam no menu Adicionar próximo. Spiegel explicou que o Snapchat tem como objetivo neutralizar a tendência de os usuários serem compelidos a gerenciar uma identidade online idealizada para si mesmos, que ele diz ter "tirado toda a diversão da comunicação".
Em novembro de 2014, o Snapchat lançou o "Snapcash", um recurso que permite aos usuários enviar e receber dinheiro uns para os outros por meio de mensagens privadas. O sistema de pagamentos é alimentado pela Square.
Em julho de 2016, o Snapchat introduziu um novo recurso opcional conhecido como "Memórias". As memórias permitem que os snaps e as publicações da história sejam salvos em uma área de armazenamento privada, onde podem ser visualizados junto com outras fotos armazenadas no dispositivo, bem como editados e publicados como snaps, publicações da história ou mensagens a qualquer momento. Quando compartilhada com a história atual de um usuário, a memória teria um carimbo de data/hora para indicar sua idade. O conteúdo da área de armazenamento de memórias pode ser pesquisado por data ou usando um sistema de reconhecimento de objeto local, Snaps acessíveis dentro de Memories podem ser colocados em uma área "My Eyes Only" que está bloqueada com um número de identificação pessoal (PIN). O Snapchat afirmou que o recurso Memórias foi inspirado na prática de rolar manualmente as fotos em um telefone para mostrá-las a outras pessoas. Em abril de 2017, a borda branca em torno de velhas memórias foi removida. Embora originalmente pretendesse que os telespectadores soubesse que o material era antigo, o TechCrunch escreveu que o indicador "acabou irritando os usuários que não queriam suas fotos alteradas, às vezes a ponto de decidirem não compartilhar o conteúdo antigo".
Em maio de 2017, uma atualização possibilitou o envio de snaps com tempo de visualização ilimitado, descartando a duração máxima de dez segundos anterior, com o conteúdo desaparecendo após ser deliberadamente fechado pelo destinatário. Também foram lançadas novas ferramentas criativas, como a capacidade de desenhar com um emoji, vídeos que rodam em loop e uma borracha que permite ao usuário remover objetos em uma foto com o aplicativo preenchendo o espaço com o fundo.
Em julho de 2017, o Snapchat começou a permitir que os usuários adicionassem links para snaps, permitindo-lhes direcionar os visualizadores para sites específicos; o recurso estava disponível apenas para marcas anteriormente. Além disso, a atualização adicionou ferramentas mais criativas: um recurso "Pano de fundo" permite que os usuários recortem um objeto específico de sua foto e apliquem padrões coloridos a ele para dar maior ênfase a esse objeto, e "Filtros de voz" permitem que os usuários remixem sons de suas vozes no snap. Filtros de voz estavam disponíveis anteriormente como parte do recurso que permite lentes de realidade aumentada, com a nova atualização adicionando um ícone de alto-falante dedicado para remixar o áudio a qualquer momento.
Em junho de 2020, o Snap anunciou os "minis", aplicativos incorporáveis que ficam dentro do aplicativo Snap.

#### Filtros, lentes e adesivos
Os snaps podem ser personalizados com várias formas de efeitos visuais e adesivos. Geofiltros são sobreposições gráficas disponíveis se o usuário estiver em uma determinada localização geográfica, como uma cidade, evento ou destino. Os usuários podem projetar e criar seus próprios geofiltros para eventos pessoais a ua taxa de US$10-15 por hora. Eles também podem assinar um plano anual que varia de US$1.000 a US$10.000, dependendo da localização, para um filtro permanente. Um recurso semelhando conhecido como Geostickers foi lançado em 10 grandes cidades em 2016. Bitmoji são adesivos com avatares de desenhos animados personalizados, que podem ser usados em fotos e mensagens. Peronagens bitmoji também podem ser usados como World Lenses.
O recurso "Lens", lançado em setembro de 2015, permite que os usuários adicionem efeitos em tempo real às suas fotos usando a tecnologia de detecção de rosto. Isso é ativado pressionando longamente em um rosto no visor. Em abril de 2017, o Snapchat estendeu esse recurso para "World Lenses", que usam tecnologia de realidade aumentada para integrar elementos renderizados em 3D (como objetos e personagens animados) em cenas; esses elementos são colocados e ancorados no espaço 3D.
Em 26 de outubro de 2018, na TwitchCon, Snap lançou o aplicativo Snap Camera desktop para macOS e PCs com Windows, que permite o uso de lentes Snapchat em videotelefonia e serviços de transmissão ao vivo, como Skype, Twitch, YouTube, e Zoom. O Snapchat também lançou a integração com o Twitch, incluindo um widget in-stream para Snapcodes, a capacidade de oferecer lentes para transmitir os espectadores e como um incentivo aos assinantes do canal. Várias lentes com temática de videogame também foram lançadas nesta época, incluindo algumas com o tema League of Legends, Overwatch e PlayerUnknown's Battlegrounds.
Em agosto de 2020, o Snapchat colaborou com 4 influenciadores do TikTok para lançar lentes de realidade aumentada (AR) para criar uma experiência mais interativa com os usuários. As lentes agora incorporam técnicas de mapeamento geo-locacional para incorporar sobreposições digitais em superfícies do mundo real. Essas lentes rastreiam 18 articulações em todo o corpo para identificar os movimentos corporais e gerar efeitos ao redor do corpo do usuário. A publicidade agora também está utilizando lentes AR que tornam os usuários uma parte do anúncio. Coca Colca, Pepsi e Taco Bell são apenas algumas das marcas que agora utilizam a tecnologia no Snapchat. Os consumidores não passam mais por esses anúncios, mas se tornam parte deles com lentes AR.

#### Emojis de amigos
Emojis de amigos podem ser personalizáveis, no entanto, existem emojis padrão [ver lista abaixo]. Snapscore, que indica a quantidade de snaps que uma pessoa enviou e recebeu, é registrada e fica visível para os amigos. Se os usuários tocarem em sua própria pontuação, ela mostrará a proporção de snaps enviados e recebidos, a quantidade de snaps que eles enviaram está à direita e a quantidade de snaps que receberam está à esquerda. Esses números combinados são sua pontuação no Snapchat. Existe vários sinônimos para a pontuação do Snapchat, como pontos do Snapchat, Snapscore, pontos do Snap e Número do Snap.
| Emoji | Nome                | Significado do Snapchat |
| ----- | ------------------- | --- |
| 💕    | Super BFF           | Aparece ao lado do Melhor amigo número 1 do usuário quando ele também é o Melhor amigo número 1 por dois meses consecutivos.                                           |
| ❤️    | BFF                 | (Melhor amigo para sempre) Aparece ao lado do Melhor amigo número 1 do usuário quando ele também é o melhor amigo número 1 por duas semanas consecutivas.              |
| 💛    | Besties             | Aparece ao lado do Melhor amigo número 1 do usuário quando ele também é o melhor amigo número 1.                                                                       |
| 😊    | BFs                 | Aparece ao lado de um dos melhores amigos do usuário. |
| 😬    | Besties mútuos      | Aparece ao lado de alguém quando o Melhor amigo número 1 do usuário também é o melhor amigo número 1.                                                                  |
| 😎    | BFs mútuos          | Aparece ao lado de alguém com quem o usuário compartilha um melhor amigo.                                                                                              |
| 🔥    | Snapstreak          | Aparece ao lado do número de dias que o usuário e um amigo tiraram um do outro. Se o usuário e seu amigo não enviarem um Snap em 24 horas, eles perderão o Snapstreak. |
| ✨    | Conversa em grupo   | Aparece ao lado de todos os bate-papos em grupo do usuário. |
| ⌛️    | Ampulheta           | Aparece ao lado do nome de alguém se o Snapstreak do usuário terminar em breve.                                                                                        |
| 🎂    | Bolo de aniversário | Aparece ao lado de alguém quando é seu aniversário. |

### Storys e descobertas
Em outubro de 2013, o Snapchat introduziu o recurso "Meu Story", que permite aos usuários compilar snaps em stories cronológicos, acessíveis a todos os seus amigos. Em junho de 2014, os snaps de foto e vídeo apresentados a amigos nas funcionalidade Stories ultrapassaram os snaps privados pessoa a pessoa como a função mais usada do serviço, com mais de um bilhão de visualizações por dia - o dobro de visualizações diárias registradas em abril de 2014.
Em junho de 2014, o recurso de Story foi expandido para incorporar "Nossos Storys", que foi alterado para "Storys ao vivo" cerca de um ano depois. O recurso permite que os usuários no local em evento específicos (como festivais de música ou eventos esportivos) contribuam com snaps para um story com curadoria anunciada para todos os usuários, apresentando um único evento de várias perspectivas e pontos de vista. Esses snaps selecionados fornecidos pelos colaboradores do aplicativo e selecionados para a seção "Ao vivo" também poderiam ser mais localizados, mas o Snapchat acabou reduzindo os fluxos de imagens mais pessoas para enfatizar eventos públicos.
Uma designação "Official Stories" foi adicionada em novembro de 2015 para denotar as histórias públicas de figuras notáveis e celebridades, semelhante ao programa "Conta verificada" do Twitter.
Em janeiro de 2015, o Snapchat introduziu o "Descubra" uma área contendo canais de conteúdo de forma abreviada apoiado por anúncios de grandes editoras, incluindo BuzzFeed, CNN, ESPN, Mashable, People, Vice e o próprio Snapchat, entre outros. Para resolver as questões de uso de dados relacionadas a essas funções, uma opção "Modo de viagem" foi adicionada em agosto de 2015. Quando ativado, o recurso impede o download automático de snaps até que sejam explicitamente solicitados pelo usuário.
Em outubro de 2016, o aplicativo foi atualizado par substituir sua funcionalidade de avanço automático, que movia automaticamente os usuários de um story para outro, por um recurso de "Lista de reprodução de story", permitindo que os usuários selecionassem miniaturas de usuários na lista para reproduzir apenas storys selecionados.
Em janeiro de 2017, o Snapchat reformulou seu design, adicionando funcionalidade de pesquisa e um novo recurso global ao vivo "Nosso Story", com o qual qualquer usuário pode contribuir.
Em maio de 2017, o Snapchat lançou "Storys personalizados", permitindo que os usuários criem storys de forma colaborativa combinando suas capturas.
Em junho de 2017, o "Snap Map" foi lançado, o que permite aos usuários opcionalmente compartilhar sua localização com amigos. Uma exibição de mapa, acessível a partir do visor, pode ser usada para localizar storys com base em dados de localização, suportando o uso de Bitmoji como marcadores de lugar. Entrar no "Modo Fantasma" esconde o usuário do mapa. A função é baseada no aplicativo Znly, que foi adquirido pela Snap Inc. antes de seu lançamento. Os dados do mapa são fornecidos pelo OpenStreetMap e Mapbox, enquanto as imagens de satélite são fornecidas pela DigitalGlobe.
Em fevereiro de 2020, o Snapchat lançará globalmente uma série de desenhos animados Discover chamada Bitmoji TV, que terá os avatares dos usuários estrelados.

#### Conteúdo de vídeo original
The Wall Street Journal relatou em maio de 2017 que a Snap Inc., a empresa que desenvolve o Snapchat, assinou acordos com a NBCUniversal, A&E Networks, BBC, ABC, Metro-Goldwyn-Mayer e outros produtores de conteúdo para desenvolver programas originais para visualização pro meio do formato "Storys" do Snapchat. De acordo com o relatório, o Snap esperava ter vários programas novos disponíveis diariamente, com cada show durando entre três e cinco minutos, e a empresa enviou relatórios detalhados para seus parceiros sobre como produzir conteúdo para o Snapchat. Ao longo de 2017 e 2018, Snap e parceiros lançaram vários programas.

### Mensagens

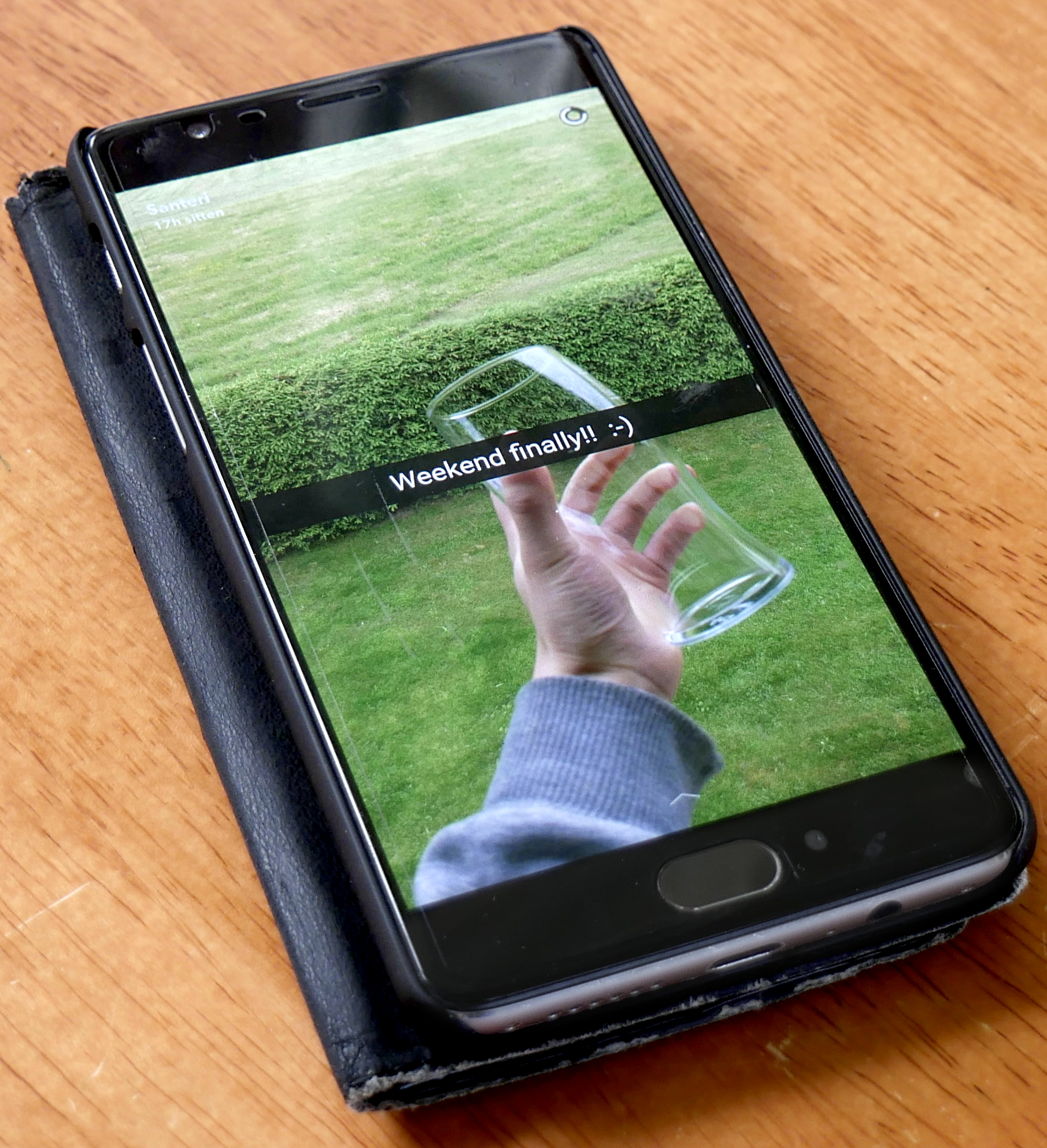
Exemplo de Snapchat "snap" em um smartphone.

Em contraste com outros aplicativos de mensagens, Spiegel descreveu as funções de mensagens do Snapchat como sendo "conversacionais", em vez de "transacionais", pois buscavam replicar as conversas que ele mantinha com amigos. Spiegel afirmou que não experimentou interações de conversação ao usar produtos de concorrentes como iMessage.
Em vez de uma notificação online tradicional, um botão azul pulsante "aqui" é exibido na janela de bate-papo do remetente se o destinatário estiver exibindo sua própria janela de bate-papo. Quando este botão é pressionado, uma função de bate-papo por vídeo é iniciada imediatamente. Por padrão, as mensagens desaparecem após serem lidas e uma notificação é enviada ao destinatário apenas quando ele começa a digitar. Os usuários também podem usar mensagens para responder a snaps que fazem parte de um story. O recurso de chat de vídeo usa tecnologia da AddLive - um provedor de comunicações em tempo real que o Snapchat adquiriu antes do lançamento do recurso. Em relação ao indicador "Aqui", Spiegel explicou que "a noção aceita de um indicador online que todo serviço de chat tem é realmente um indicador negativo. Significa 'meu amigo está disponível e não quer falar com você', versus essa ideia no Snapchat onde 'meu amigo está aqui e está dando a você toda a atenção'". Spiegel afirmou ainda que a função de vídeo aqui evita a estranheza que pode surgir de aplicativos que usam indicadores de digitação porque, com a comunicação de texto, as conversas perdem a fluidez já que cada usuário tenta evitar digitar ao mesmo tempo.
Em 29 de março de 2016, o Snapchat lançou uma grande revisão da funcionalidade de mensagens conhecida como "Chat 2.0", adicionando adesivos, acesso mais fácil a áudio e videoconferência, a capacidade de deixar "notas" de áudio ou vídeo e a capacidade de compartilhar fotos da câmera. A implementação desses recursos visa permitir que os usuários alternem facilmente entre texto, áudio e bate-papo por vídeo conforme necessário, mantendo o mesmo nível de funcionalidade. Em junho de 2018, o Snapchat adicionou o recurso de exclusão de mensagem enviada (incluindo; áudio, vídeo e texto) antes de ser lida. Um recurso introduzido em agosto de 2018 permite aos usuários enviar GIFs musicais, TuneMojis.

### Encriptação
Em janeiro de 2018, o Snapchat introduziu o uso de criptografia ponta a ponta no aplicativo, mas apenas para snaps (fotos e vídeo), de acordo com um engenheiro de segurança do Snapchat que apresentou na Real World Crypto Conference em janeiro de 2019. Na conferência de janeiro de 2019, o Snapchat tinha planos de introduzir criptografia ponta a ponta para mensagens de texto e bate-papos em grupo no futuro.

## Negócios e multimídia

### Demografia
Desde os primeiros dias, o principal grupo demográfico do Snapchat consistia na faixa etária da Geração Z. Na app store, a classificação de idade é 12+. Em 2014, pesquisadores da Universidade de Washington e Seattle Pacific University criaram uma pesquisa com o usuário para ajudar a entender como e por que o aplicativo estava sendo usado. Os pesquisadores originalmente levantaram a hipótese de que, devido à natureza efêmera das mensagens do Snapchat, seu uso seria predominantemente para conteúdo confidencial, incluindo o muito falado uso potencial para conteúdo sexual e sexting. No entanto, parece que o Snapchat é usado para uma variedade de propósitos criativos que não estão necessariamente relacionados à privacidade. No estudo, apenas 1,6% dos entrevistados relataram usar o Snapchat principalmente para sexting, embora 14,2% admitissem ter enviado conteúdo sexual pelo Snapchat em algum momento. Essas descobertas sugerem que os usuários não parecem utilizar o Snapchat para conteúdo confidencia. Em vez disso, o uso principal do Snapchat foi para conteúdo cômico, como "rostos estúpidos", com 59,8% dos entrevistados relatando esse uso com mais frequência. Os pesquisadores também determinaram como os usuários do Snapchat não usam o aplicativo e quais tipos de conteúdos eles não desejam enviar. Eles descobriram que a maioria dos usuários não está disposta a enviar conteúdo classificado como sexting (74,8% dos entrevistados) ou conteúdo considerado mau ou ofensivo (93,7% dos entrevistados).
Os resultados do estudo também sugeriram que o sucesso do Snapchat não se deve às suas propriedades de segurança, mas porque os usuários acharam o aplicativo divertido. Os pesquisadores descobriram que os usuários parecem estar bem cientes (79,4%) dos entrevistados) de que a recuperação de snaps é possível e a maioria dos usuários (52,8% dos entrevistados) relatam que isso não afeta seu comportamento e uso do Snapchat. Descobriu-se que muitos usuários (52,8% dos entrevistados) usam um tempo limite arbitrário em snaps, independentemente do tipo de conteúdo ou destinatário. Os demais entrevistados ajustaram o tempo limite de seus snaps dependendo do conteúdo ou do destinatário. As razões para ajustar o tempo de duração dos snaps incluem o nível de confiança e relacionamento com o destinatário, o tempo necessário para compreender o snap e evitar capturas de tela.

### Comunicação
O Snapchat frequentemente representa uma nova direção na mídia social, com seus usuários desejando uma forma mais atual de compartilhar e se comunicar por meio de tecnologia. Com menos ênfase no acúmulo de um status contínuo envolvendo a presença de material permanente, o Snapchat colocou o foco na natureza efêmera dos encontros passageiros. Com base nessa distinção ao lançar-se como uma empresa voltada para dispositivos móveis, o Snapchat, em meio à revolução dos aplicativos e à crescente presença da comunicação celular, não teve que fazer a transição para o celular da mesma forma que outras redes de mídia social concorrentes teve que fazer. O próprio Evan Spiegel descreveu o Snapchat principalmente como uma empresa de câmeras. Spiegel também descartou comparações anteriores com outras redes de mídia social, como Facebook e Twitter, quando lhe perguntaram se a corrida presidencial de 2016 seria lembrada como a eleição do Snapchat, embora os principais candidatos ocasionalmente usassem o aplicativo para alcançar eleitores. No entanto, o crescente aplicativo móvel passou a oferecer publicação, mídia e conteúdo de notícias distintos dentro de seu canal Discover, bem como com seu estilo geral de apresentação. Com o Snapchat, uma linha clara e identificável foi traçada entre o conteúdo da marca e as mensagens e compartilhamentos baseados no usuário, mais uma vez distinguindo o aplicativo popular de outras redes de mídia social, que normalmente combinam e turvam suas diferentes variedades de conteúdo.

### Monetização
Os recursos de desenvolvimento do Snapchat incorporam uma estratégia deliberada de monetização.
O Snapchat anunciou seus próximos esforços de publicidade em 17 de outubro de 2014, quando reconheceu sua necessidade de um fluxo de receita. A empresa declarou que queria avaliar "se podemos oferecer uma experiência divertida e informativa, como costumavam ser os anúncios, antes de se tornarem assustadores e direcionais". O primeiro anúncio pago do Snapchat, na forma de um trailer de filme de terror de 20 segundos para o filme de terror Ouija, foi mostrado aos usuários em 19 de outubro de 2014.
Em janeiro de 2015, o Snapchat começou a mudar do foco no crescimento para a monetização. A empresa lançou seu recurso "Descubra", que permitia a publicidade paga, apresentando conteúdo resumido de editores. Seus primeiros parceiros de lançamento incluíram CNN, Comedy Central, ESPN e Food Network, entre outros. Em junho de 2015, o Snapchat anunciou que permitiria aos anunciantes comprar geofiltros patrocinados para snaps; um dos primeiros clientes da oferta foi o McDonald's, que pagou por um geofiltro de marca cobrindo seus restaurantes nos Estados Unidos. O Snapchat fez um esforço para obter receita de anúncios com seu recurso "Live Stories" em 2015, após o lançamento inicial do recurso em 2014. Os canais de anúncios podem ser vendidos dentro de um story ao vivo, ou um story pode ser lançado por um patrocinador. Estima-se que os storys ao vivo alcancem uma média de 20 milhões de espectadores em um período de 24 horas.

### Campanhas
Em setembro de 2015, o serviço firmou uma parceria com a National Football League para apresentar storys ao vivo de jogos selecionados (incluindo um jogo de domingo e jogos marcantes, como Monday Night Football e Thursday Night Football), com ambas as partes contribuindo com o conteúdo e gerenciando anúncios de vendas. O Relatório de Tendências da Internet de 2015 por Mary Meeker destacou o crescimento significativo da visualização de vídeo vertical. Anúncios em vídeos verticais como os do Snapchat são assistidos em sua totalidade nove vezes mais do que anúncios em vídeo em paisagem. Em 2016, Gatorade lançou um filtro animado como parte dos anúncios do Super Bowl em 2016.[carece de fontes?] A lente enterrada de Gatorade recebeu 165 milhões de visualizações no Snapchat.
Em abril de 2016, a NBC Olympics anunciou que havia fechado um acordo com o Snapchat para permitir que storys dos Jogos Olímpicos de 2016 fossem apresentadas no Snapchat nos Estados Unidos. O conteúdo incluiria um canal Discover dos bastidores com curadoria de BuzzFeed (uma empresa que a NBCUniversal financiou) e storys apresentando uma combinação de filmagens da NBC, atletas e participantes. A NBC vendeu publicidade e firmou acordos de compartilhamento de receita. Isso marcou a primeira vez que a NBC permitiu que as imagens das Olimpíadas fossem apresentadas em propriedades de terceiros. Em maio de 2016, como parte de uma campanha para promover X-Men: Apocalipse, 20th Century Fox pagou para que toda a gama de lentes fosse substituída por aquelas baseadas em personagens da série de filmes X-Men por um único dia. Em julho de 2016, foi relatado que o Snapchat apresentou um pedido de patente para o processo de uso de um sistema de reconhecimento de objetos para fornecer filtros patrocinados com base em objetos vistos em uma câmera. Mais tarde naquele ano, em setembro de 2016, o Snapchat lançou seu primeiro produto de hardware, chamado de Spectacles. Evan Spiegel, CEO da Snap Inc., chamou-o de "um brinquedo", mas viu isso como uma vantagem para liberar seu aplicativo das câmeras dos smartphones.
Em abril de 2017, Digiday informou que o Snapchat lançaria um gerenciador de autoatendimento para publicidade na plataforma. O recurso foi lançado no mês seguinte, junto com a notícia de um Snapchat Mobile Dashboard para rastreamento de campanhas publicitárias, que foi lançado em junho para países selecionados. Também em 2017, o Snapchat introduziu uma ferramenta de publicidade "Snap to Store" que permite às empresas que usam geo-marcadores rastrear se os usuários compram seus produtos ou visitam sua loja em um período de 7 dias após ver o geo-marcador relevante. Em 13 de novembro de 2018, o Snapchat anunciou o lançamento da Snap Store, onde vendem mercadorias Bitmoji personalizadas por avatares de usuários e seus amigos. Os itens à venda incluem camisetas, canecas, cortinas de chuveito e capas de telefone.

### Plataforma de desenvolvimento
Em junho de 2018, o Snpachat anunciou uma nova plataforma de desenvolvimento de terceiros conhecida como Snap Kit: um conjunto de componentes que permite aos parceiros fornecer integrações de terceiros com aspectos do serviço. "Login Kit" é uma plataforma de login social que utiliza contas Snapchat. Foi promovido como sendo mais consciente da privacidade do que seus equivalentes concorrentes, já que os serviços só podem receber o nome de exibição do usuário (e, opcionalmente, um avatar Bitmoji) e estão sujeitos a um tempo limite de inatividade de 90 dias, impedindo-os de conseguir coletar quaisquer outras informações pessoais ou gráficos sociais por meio e sua autorização. O "Kit criativo" permite que os aplicativos gerem seus próprios adesivos para sobrepor nas postagens do Snapchat. "Story Kit" pode ser usado para incorporar e agregar storys postados publicamente (por exemplo, Bandsintown usando Story Kit para agregar storys postados por músicos), enquanto "Bitmoji Kit" permite que adesivos Bitmoji sejam integrados em aplicativosde terceiros.

### Snap Originals
Em resposta à competição da indústria, o Snapchat diversificou seu conteúdo lançando o Snap Originals, que é um conteúdo episódico. A série inclui conteúdo com roteiro e documentários.
Em junho de 2020, o Snapchat anunciou a criação de seu primeiro programa original "comprável": "The Drop", focado em "colaborações exclusivas de streetwear" de celebridades e designers. Cada episódio de "The Drop" explorará a relação entre o designer e a celebridade colaboradora. Os espectadores aprenderão sobre o item à venda e como ele foi montado, bem como a que horas naquele dia o item será colocado à venda. Mais tarde naquele dia, no horário mencionado, o episódio será atualizado com mais conteúdo, incluindo uma frase de chamariz "deslize para cima para comprar".

## Contas premium e pornografia
Em 2014, o Snapchat lançou um novo recurso chamado Snapcash, que aumentou sua popularidade entre os criadores de conteúdo adulto.
O Snapchat permite contas premium privadas nas quais os usuários podem monetizar seu conteúdo. Este recurso é usado principalmente por modelos para monetizar seu conteúdo adulto. O Snapchat está se tornando cada vez mais uma parte integrante da indústria pornográfica online.

## Controvérias

### Hack de dezembro de 2013
O Snapchat foi hackeado em 31 de dezembro de 2013. Gibson Security, uma empresa de segurança australiana, divulgou uma vulnerabilidade de segurança de API para a empresa em 27 de agosto de 2013, e, em seguida, tornou pública a fonte código para o exploit em 25 de dezembro. Em 27 de dezembro, o Snapchat anunciou que havia implementado recursos de mitigação. No entanto, um grupo anônimo os hackeou, dizendo que os recursos atenuantes apresentavam apenas "obstáculos menores". Os hackers revelaram partes de aproximadamente 4,6 milhões de nomes de usuário e números de telefone do Snapchat em um site chamado SnapchatDB.info e enviaram uma declaração ao popular blog de tecnologia TechCrunch dizendo que seu objetivo era "aumentar a conscientização pública ... e ... colocar pressão pública no Snapchat" para consertar a vulnerabilidade. O Snapchat pediu desculpas uma semana após o hack.

### Federal Trade Commission
Em 2014, o Snapchat resolveu uma reclamação feita pela Federal Trade Commission (FTC). A agência governamental alegou que a empresa havia exagerado para o público o grau em que imagens e fotos de aplicativos móveis poderiam realmente desaparecer. De acordo com os termos do acordo, o Snapchat não foi multado, mas o serviço de aplicativos concordou em ter suas reivindicações e políticas monitoradas por uma parte independente por um período de 20 anos. A FTC concluiu que o Snapchat estava proibido de "deturpar a extensão na qual mantém a privacidade, segurança ou confidencialidade das informações dos usuários".
Seguindo o acordo, o Snapchat atualizou sua página de privacidade para afirmar que a empresa "não pode garantir que as mensagens serão excluídas dentro de um prazo específico." Mesmo após o Snapchat excluir os dados das mensagens de seus servidores, esses mesmos dados podem permanecer no backup por um determinado período de tempo. Em uma postagem de blog público, o serviço avisou que "Se você já tentou recuperar dados perdidos após excluir acidentalmente uma unidade ou talvez assistiu a um episódio de CSI, você deve saber que, com as ferramentas forenses certas, às vezes é possível para recuperar dados após terem sido excluídos."

### Incidentes com Lens
Em setembro de 2015, uma jovem de 18 anos estava usando um recurso Snapchat chamado "Lens" para registrar a velocidade em que dirigia seu Mercedes C620 quando colidiu com um Mitsubishi Outlander em Hampton, Geórgia. O acidente de 107mph(172km/h) feriu os dois motoristas. O motorista do Outlander passou cinco semanas na terapia intensiva enquanto era tratado por um grave traumatismo cranioencefálico. Em abril de 2016, o motorista do Outlander processou o Snapchat e o usuário do Snapchat, alegando que o Snapchat sabia que seu aplicativo estava sendo usado em competições de velocidade ilegais, mas não fez nada para impedir esse uso, por isso é negligente.
Em outubro de 2016, uma colisão semelhante ao dirigir a 115mph(185km/h), ocorreu em Tampa, Flórida, que matou cinco pessoas.

### Comentário de "Poor Country"
De acordo com o ex-funcionário do Snapchat Anthony Pompliano em um processo movido contra a Snap Inc., Spiegel fez uma declaração em 2015 que o Snapchat é "apenas para pessoas ricas" e que ele não "quer se expandir para países pobres como Índia e Espanha". O incidente gerou uma trend no Twitter chamada "#UninstallSnapchat", em que usuários indianos desinstalaram o aplicativo, e causou reação contra a empresa em termos de classificações baixas de "uma estrela" para o aplicativo na Google Play e App Store da Apple. As ações do Snapchat caíram 1,5%. Em resposta à alegação, o Snapchat classificou a afirmação de Pompliano de "ridícula" e elaborou que "Obviamente, o Snapchat é para todos. Está disponível em todo o mundo para download gratuito".

### Processo Pompliano
Em janeiro de 2017, o ex-funcionário Anthony Pompliano entrou com uma ação estadual acusando o Snapchat de adulterar as métricas de crescimento com a intenção de enganar os investidores. Pompliano disse que o CEO Evan Spiegel rejeitou suas preocupações e que Pompliano foi demitido logo em seguida. O juiz retirou as alegações de Pompliano de que o Snapchat violou as Leis de Proteção ao Consumidor e Dodd-Frank em retaliação contra ele, citando uma cláusula de arbitragem em seu contrato. No entanto, Snap Inc. enfrentou um revés por causa da falta de divulgação sobre o conteúdo do processo, resultando na queda dos preços das ações, vários processos de ação coletiva e investigações federais.

### Preocupações com a privacidade do "Snap Map"
O lançamento de junho de 2017 do "Snap Map", um recurso que transmite a localização do usuário em um mapa, foi recebido com preocupações sobre privacidade e segurança. O recurso, por meio de um opt-in, entrega uma mensagem perguntando se o usuário gostaria de mostrar sua posição no mapa, mas supostamente não explica as ramificações de fazer isso, incluindo que o aplicativo atualiza a posição do usuário no mapa a cada vez que o aplicativo é aberto e não apenas ao capturar ativamente os snaps, potencialmente ajudando os stalkers. O mapa pode ser ampliado para apresentar informações geográficas detalhadas, como endereços de ruas. The Daily Telegraph relatou que as forças policiais emitiram avisos de segurança para crianças, enquanto outras publicações na mídia escreveram que preocupações com a segurança também foram levantadas para adolescentes e adultos que não sabiam do comportamento real do recurso. Em uma declaração ao The Verge, um porta-voz do Snapchat disse que "A segurança de nossa comunidade é muito importante para nós e queremos ter certeza de que todos os Snapchatters, pais e educadores tenham informações precisas sobre como o Snap Map funciona". Os usuários podem operar no "Modo Fantasma" ou selecionar os amigos com os quais desejam compartilhar sua localização. Embora tenha havido um aumento na publicidade no Snapchat, o Snapchat afirmou que não planeja veicular anúncios nos Storys do Snap Map.

### Polêmica Rihanna
Em março de 2018, um anúncio contendo uma enquete sobre Rihanna foi postado dizendo: "Você prefere socar Chris Brown ou dar um tapa em Rihanna?" Rihanna tweetou que o Snapchat era "insensível às vítimas de violência doméstica" e pediu aos fãs que excluíssem o Snapchat.

### Preocupações com a imagem corporal
O aumento do uso de aplicativos de remodelagem corporal e facial, como Snapchat e Facetune, foi identificado como uma causa potencial de transtorno dismórfico corporal. Em agosto de 2018, pesquisadores do Boston Medical Center escreveram um ensaio de Cirurgia Plástica Facial da JAMA que um fenômeno que eles chamaram de 'Dismofia Snapchat' foi identificado, onde as pessoas solicitam cirurgia para se parecerem com a versão editada de si mesmas conforme aparecem através dos Filtros Snapchat.

### Funcionários do Snapchat abusaram do acesso de dados para espionar usuários
Em maio de 2019, foi revelado que vários funcionários do Snapchat usaram uma ferramenta interna chamada SnapLion, originalmente projetada para coletar dados em conformidade com as solicitações da aplicação da lei, para espionar os usuários.

### Mozilla pede divulgações públicas relaciondas ao uso de IA
Citando uma "linguagem vaga e ampla" na política de privacidade do Snapchat, a Mozilla emitiu uma petição em setembro de 2019 pedindo divulgações públicas relacionadas ao uso de tecnologia de reconhecimento de emoção facial pelo aplicativo. Quando contatados pela Scientific American para comentários, os representantes do Snapchat se recusaram a compartilhar uma resposta pública.

### Pornografia de vingança
Durante o lockdown de 2020 para inibir a disseminação de COVID-19 na França, o aplicativo surgiu como um centro para a disseminação de pornografia de vingança para meninas menores de idade.
Em 2020, uma mulher na Carolina do Norte processou o Snapchat (assim como o aplicativo de namoro Tinder e os cinco homens mencionados no ataque), alegando que os recursos do aplicativo permitiram que seu suposto estuprador e seus amigos ocultassem evidências do estupro. Em particular, o processo alega que "devido às maneiras como o Snapchat é e foi projetado, construído, comercializado e mantido, [os agressores da mulher] foram capazes de enviar essas fotos pornográficas não consensuais e vídeos dela com pouco ou nenhuma ameaça de aplicação da lei verificar que eles o fizeram." A mulher disse ao tribunal que a empresa-mãe Snap Inc. "projetou, construiu e manteve de forma específica e proposital o Snapchat para servir como uma plataforma de comunicação secreta e nefasta que incentiva, solicita e facilita a criação e disseminação de sexo explícito ilícito e conteúdo não consensual... e permitiu que o Snapchat funcionasse como um porto seguro contra as autoridades policiais.